# Lista de telenovelas das cinco da TV Globo
O termo “novela das cinco” remete às telenovelas brasileiras que serão exibidas na programação diária da TV Globo, a partir do primeiro semestre de 2026, de segunda-feira a sábado, em torno das 17h00, antes da "Novela das seis".
A faixa será gravada e exibida em alta definição e em 4K, suas novelas serão exibidas primeiramente no Globoplay e posteriormente virá a exibição na TV aberta.
No dia 28 de setembro de 2021, a Globo anuncia o cancelamento das produções de Malhação: Transformação e Malhação: Eu Quero Ser Feliz após ser analisado o desgaste da fórmula da soap opera Malhação, que estava sem lançar temporadas novas desde Toda Forma de Amar, com esta tendo o final antecipado e modificado por conta das medidas sanitárias contra a Pandemia de COVID-19, encerrando uma fórmula que durou quase 27 anos consecutivos, entre 1995 a 2022. Com o anúncio, a emissora estudou a criação de uma nova faixa de novelas inéditas, ocupando o espaço de Malhação. Nesta faixa, seriam criados textos mais curtos, com a máxima de 50 capítulos e um elenco mais enxuto, apostando em talentos novos.
Quatro anos depois dos primeiros estudos do novo formato de telenovelas, em 28 de abril de 2025, é noticiado que a TV Globo estaria planejando lançar um novo horário de novelas e que este seria na faixa posterior ao Vale a Pena Ver de Novo e antecedendo as novelas das seis, na faixa que originalmente pertencia à Malhação. A produção da primeira novela da nova faixa ficaria por conta de Walcyr Carrasco, que produziu dez capítulos para avaliação. A ideia é que o novo horário possua títulos curtos, com a máxima de 60 capítulos, e seja baseado em doramas, ou seja, seguindo o modelo das produções sul-coreanas, com foco total em romances dramáticos. A novela recebeu como título provisório Vidas Paralelas. Outros títulos também foram previstos como Quem é Morto Sempre Aparece e Como se Livrar de Um Grande Amor.
Em 1.º de julho de 2025, Cristianne Fridman foi a escolhida para dar continuidade ao texto, assumindo praticamente toda a novela, enquanto que Carrasco ficaria responsável apenas pelos primeiros capítulos. A trama marca o retorno de Fridman à TV Globo desde Malhação 2003, quando esteve na equipe de roteiristas. A novela foi aprovada pela direção no dia 11 de julho após serem analisados os primeiros pilotos.

## Novelas em ordem de exibição
| # | Título          | Início          | Término | Cap. | Autoria                                                | Direção      | Ref.  |
| - | --------------- | --------------- | ------- | ---- | ------------------------------------------------------ | ------------ | ----- |
| 1 | Vidas Paralelas | 2026 (previsão) | –       | –    | Walcyr Carrasco,(até o capítulo 30) Cristianne Fridman | Adriano Melo | [ 8 ] |